# Wavrin
Wavrin (Nederlands: Waveren) is een gemeente in het Franse Noorderdepartement (Frans: département du Nord) in de regio Hauts-de-France. De plaats maakt deel uit van het arrondissement Rijsel. Wavrin telde op 1 januari 2022 7.777 inwoners.

## Geschiedenis
De gemeente maakte voor 2015 deel uit van het kanton Haubourdin tot het op 22 maart 2015 werd opgeheven en de gemeenten werden opgenomen in het kanton Annœullin.

## Geografie
De oppervlakte van Wavrin bedraagt 13,55 vierkante kilometer; Op 1 januari 2022 was de bevolkingsdichtheid 573,9 inwoners per km².

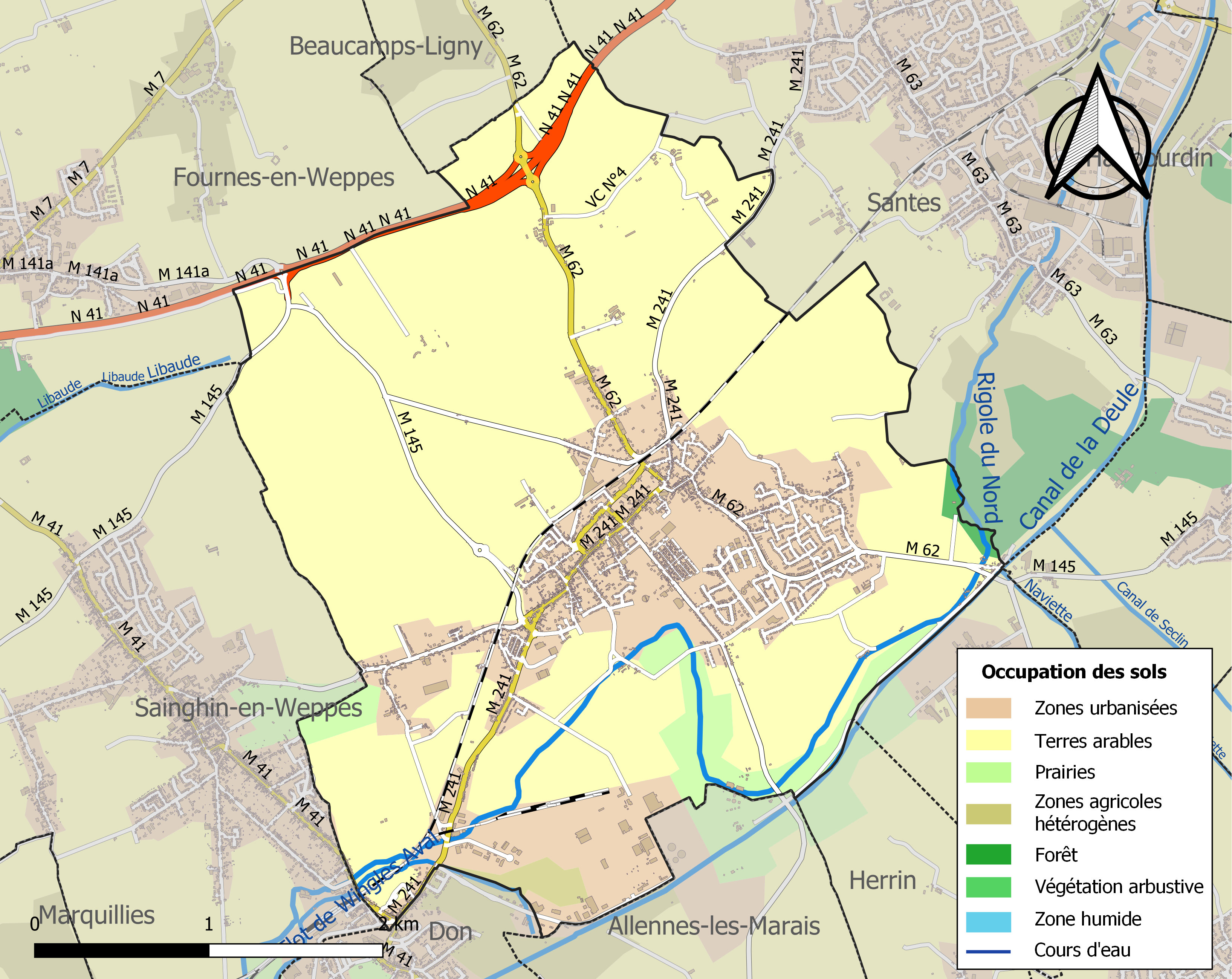
Kaart van de gemeente met belangrijkste infrastructuur, bodemgebruik en omliggende gemeenten

## Demografie
Onderstaande figuur toont het verloop van het inwonertal.

## Verkeer
In de gemeente ligt spoorwegstation La Fontaine.

## Trivia
- Het huis de Wavrin is afkomstig uit de stad.
- Waverijn is een Nederlandse familienaam van Franse origine, afkomstig van dit gebied.

Allennes-les-Marais · Annœullin · Aubers · La Bassée · Bauvin · Camphin-en-Carembault · Carnin · Don · Fournes-en-Weppes · Fromelles · Hantay · Herlies · Illies · Le Maisnil · Marquillies · Ostricourt · Phalempin · Provin · Radinghem-en-Weppes · Sainghin-en-Weppes · Salomé · Wahagnies · Wavrin · Wicres